# Мунтасир

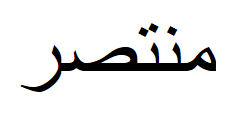
Мунтасыр

Мунтасир, Мунтасыр  (араб. منتصر‎ - «Победоносный»)  — арабское имя, происходит от глагола «нср» — «помогать», «даровать победу». Имя является однокоренным с именами Насир, Мансур, Нусрат, Насреддин, Мустансир и со словами ансары, нусайриты и ан-насрания (христианство).
- Мухаммад аль-Мунтасир — правитель из династии Аббасидов.
- Махмуд аль-Мунтасир — ливийский государственный деятель.
- Мунтасир аз-Заят — известный египетский адвокат.